# Sofia Vitória
Sofia Vitória Inácio (Setúbal, 28 april 1979) is een Portugees zangeres.

## Biografie
Sofia Vitória is vooral bekend vanwege haar deelname aan het Eurovisiesongfestival 2004, dat gehouden werd in het Turkse Istanboel. Met het nummer Foi magia werd ze uitgeschakeld in de halve finale. Na haar passage op het Eurovisiesongfestival trad ze nog slechts sporadisch op.
1964: António Calvário · 
1965: Simone de Oliveira · 
1966: Madalena Iglésias · 
1967: Eduardo Nascimento · 
1968: Carlos Mendes · 
1969: Simone de Oliveira · 
1971: Tonicha · 
1972: Carlos Mendes · 
1973: Fernando Tordo · 
1974: Paulo de Carvalho · 
1975: Duarte Mendes · 
1976: Carlos do Carmo · 
1977: Os Amigos · 
1978: Gemini · 
1979: Manuela Bravo · 
1980: José Cid · 
1981: Carlos Paião · 
1982: Doce · 
1983: Armando Gama · 
1984: Maria Guinot · 
1985: Adelaide Ferreira · 
1986: Dora · 
1987: Nevada · 
1988: Dora · 
1989: Da Vinci · 
1990: Nucha · 
1991: Dulce Pontes · 
1992: Dina · 
1993: Anabela · 
1994: Sara Tavares · 
1995: Tó Cruz · 
1996: Lúcia Moniz · 
1997: Célia Lawson · 
1998: Alma Lusa · 
1999: Rui Bandeira · 
2001: MTM · 
2003: Rita Guerra · 
2004: Sofia Vitória · 
2005: 2B · 
2006: Nonstop · 
2007: Sabrina · 
2008: Vânia Fernandes · 
2009: Flor-de-Lis · 
2010: Filipa Azevedo · 
2011: Homens da Luta · 
2012: Filipa Sousa · 
2014: Suzy · 
2015: Leonor Andrade · 
2017: Salvador Sobral · 
2018: Cláudia Pascoal · 
2019: Conan Osíris · 
2021: The Black Mamba · 
2022: Maro · 
2023: Mimicat · 
2024: Iolanda · 
2025: Napa